# Ávgoustos
Ávgoustos (Αύγουστος) est un prénom masculin grec variant de Auguste et désignant également le mois d'août. Ce prénom peut désigner :

## Prénom
- Ávgoustos Bayonas (el) (Auguste Constantin [Lopez de Silva de] Bayona, 1931-2005), philosophe et professeur grec
- Ávgoustos Corteau (en) (né en 1979), écrivain et traducteur grec
- Ávgoustos Theologitis (el) (1892-1975), homme politique grec
- Ávgoustos Zerléndis (1886-1954), joueur grec de tennis
- Avgoustos Pikarellis, peintre grec, actif 1890-1914